# Quadrangle de Mead
Le quadrangle de Mead (littéralement :  quadrangle du cratère Mead), aussi identifié par le code USGS V-21, est une région cartographique en quadrangle sur Vénus. Elle est définie par des latitudes comprises entre 0° et 25° N et des longitudes comprises entre 30° et 60° E,. Il tire son nom du cratère Mead.